# Community manager
 (janvier 2023).
Si vous disposez d'ouvrages ou d'articles de référence ou si vous connaissez des sites web de qualité traitant du thème abordé ici, merci de compléter l'article en donnant les références utiles à sa vérifiabilité et en les liant à la section « Notes et références ».
Animateur de communauté, gestionnaire de communauté, ou community manager (CM), est un métier — animation de communauté, gestion de communauté, ou community management — qui consiste à animer et à fédérer des communautés sur Internet pour le compte d'une société, d'une marque, d’une célébrité, d’une institution ou d'une collectivité territoriale.
Profondément lié au web 2.0 et au développement des réseaux sociaux, le métier est aujourd'hui encore en évolution. Le cœur de la profession réside dans l'interaction et l'échange avec les internautes (animation, modération) ; mais le gestionnaire de communauté peut occuper des activités diverses selon les contextes.
L'appellation community manager est intégrée au Petit Larousse 2016, confirmant l'utilisation de cet anglicisme dans la langue française.

## Appellations alternatives
Métier émergent, la gestion de communauté et le gestionnaire de communauté sont souvent désignés par plusieurs termes. On parle en général de « community management » et de « community manager », mais d'autres appellations coexistent :
- médiateur de conversations interactives ;
- animateur de communautés ;
- manager de communautés ;
- responsable de réseaux sociaux ;
- animateur de réseaux sociaux ;
- modérateur ;
- influenceur ;
- jardinier de communautés.

## Missions
Missions communes à la plupart des gestionnaires de communauté :
- organiser et favoriser les échanges au sein de la communauté ;
- préciser / animer l'objectif des échanges au sein de la communauté ;
- rappeler les règles de bonne communication (nétiquette) ;
- tracer une stratégie de présence sur les réseaux sociaux ;
- faire de la veille sur la e-réputation du client ;

### Favoriser l'échange d'expériences au sein de la communauté
Celle-ci peut ainsi être une communauté de pratique.
Dans ce cas, les échanges sont centrés sur le domaine d'expérience de la communauté, et le community manager a pour objectif de :
- Cadrer les échanges : s'assurer que les échanges restent centrés sur cet objectif.
- Accueillir les nouveaux participants : les inciter à se présenter et les encourager à participer.
- Animer la communauté : modérer et anticiper leurs attentes.

Développer l'image de marque au niveau de sa visibilité au sein de communautés virtuelles :
- Identifier les communautés sur le web pouvant faire connaître la marque (blogs, forums, listes de discussion, groupes…).
- Fixer les objectifs de la communauté : test de produit, communication et promotion autour de la marque.
- Définir les indicateurs de mesure permettant de valider les objectifs atteints ;
- Animer des actions de recrutement de nouveaux membres.

Maintenir et entretenir la bonne notoriété de la marque :
- Surveiller son e-réputation par l'intermédiaire de techniques de veille d'image ou veille d'opinion.
- Fidéliser et valoriser sa communauté.

### Missions internes
Améliorer la cohésion de la communauté :
- Faire des membres existants des relais d'information au sein de la communauté.
- Lancer des sujets permettant de susciter le débat ou le partage d'expérience, de pratiques entre les internautes / consommateurs.
- Veiller à la qualité des réponses et relancer la discussion.
- Assurer la fidélisation des membres à travers l'organisation d'événements on-line (chats, interviews, lettres d'information, jeux, concours, etc.) et off-line (barcamps, conférences, réunions, etc.)
- Faire respecter les règles éthiques de la communauté par la modération des contenus produits par les internautes.
- Veiller au respect des conditions générales d'utilisation du site.

### Améliorer la plate-forme technique de la communauté
- Gérer l'historique et l'archivage des contenus produits par la communauté.
- Accompagner le développement des fonctionnalités de la plateforme utilisée par la communauté.
- Signaler les dysfonctionnements du site et veiller à la disponibilité technique de la plateforme.
- Transmettre aux équipes techniques les améliorations à apporter au site de la communauté.

## Compétences requises
- Connaissance métier sur les thématiques qui fédèrent la communauté.
- Connaissance du jargon, des codes et des bonnes pratiques (éthique, nétiquette, législation sur l'utilisation des données personnelles…)
- Connaissance pratique des réseaux sociaux et communautaires tels que YouTube, Linkedin, Xing, Viadeo, Facebook, Twitter, MySpace, la blogosphère et les forums.
- Connaissance des techniques de veille et de recherche d'information.
- Capacité à mobiliser des acteurs (entreprises, collectivités, associations) et à créer des partenariats.
- Capacité à organiser des événements réunissant la communauté.
- Capacité à rebondir sur l'actualité[4].
- Connaissance des logiciels servant à la production de contenu sur le web : retouche photo, systèmes de gestion de contenus (CMS).
- Connaissance des moteurs de recherche, référencement naturel.

## Formation
La première formation française consacrée au métier de community manager a ouvert ses portes en 2011 au sein de l'école de commerce INSEEC à Bordeaux. Le master Communication numérique et community management est actuellement accessible à Bac +4 pour une formation d'un an au web et aux médias sociaux. Il existe également une formation diplômante française consacrée entièrement au métier de community manager et dispensée par l'université de Nantes. Cette licence professionnelle, accessible au niveau bac +2, a ouvert à la rentrée 2013 ainsi que celle à l'IUT Nancy Charlemagne, ouverte à la rentrée 2016.
Le master 2 pro EIDI (Écriture interactive et Design d'interaction) proposé depuis 2007 à Annecy par CCI Formation multimédia et l'IAE Savoie Montblanc est également une façon d'apprendre ce métier.
L'Apec donne aussi les formations les plus recherchées pour ce profil :
- Formation universitaire supérieure bac + 2 à bac + 5 en sciences humaines (lettres, arts, histoire, sociologie…) complétée par une spécialisation dans la communication en ligne.
- Formation supérieure de type IEP ou écoles de commerce généralistes, complétée par une spécialisation dans la communication en ligne.
- Écoles spécialisées en communication, marketing, en relations publiques ou dans le journalisme (CELSA, ISCPA, ECS, EBD, EFAP, ISCOM, INSEEC, ISTC, ISERP, ISC Paris, ESTA, DBS….).

Il existe aujourd'hui également de nombreuses formations professionnelles accessibles en salle, en ligne ou à distance destinées aux dirigeants, salariés cherchant une montée en compétences ou des demandeurs d'emplois souhaitant faire une reconversion professionnelle, comme la formation proposée par le centre Formation Com Web, situé à quelques pas des Champs Elysée et proposant des formations réalisées par le consultant et formateur Sébastien DONA.
Au Québec, le collège Bart, le Centre de formation professionnelle Maurice-Barbeau, le cégep de Jonquière et le séminaire de Sherbrooke offrent des formations en gestion de communautés.

## Activité
Le community manager peut intervenir sur le recrutement des internautes en prenant en charge la recherche de partenariats[C'est-à-dire ?]
Il peut également occuper une fonction de chef de projet fonctionnel auprès des équipes techniques sur des évolutions ou des améliorations à apporter au site web de la communauté.
Le community manager joue également un rôle de modération. Il conduit et modère les débats sur une page ou le profil d'un réseau social. Il est l'ambassadeur d'une marque ou d'une enseigne sur Internet, bien que son identité soit généralement anonyme pour les internautes.

## Outils et techniques
Le community manager peut être amené à utiliser un certain nombre d'outils aux fonctions diverses qui vont fluidifier ses missions. Ces outils, répartis en différentes catégories, jouent un rôle essentiel dans la gestion efficace de la présence en ligne d'une entreprise. Du planning des publications à l'analyse des performances, de la création de contenus visuels à la veille constante sur l'e-réputation, ces outils contribuent à optimiser l'engagement de la communauté et à perfectionner la stratégie digitale globale. Chaque type d'outil, qu'il s'agisse de gestion de réseaux sociaux, de veille ou de création de contenu, a sa propre importance dans l'arsenal du community manager, lui permettant ainsi de mener à bien sa mission de manière efficace et efficiente.

### Outils de Gestion de Réseaux Sociaux
Ces outils permettent de planifier, publier et analyser les contenus sur diverses plateformes sociales. Ils offrent des fonctionnalités de programmation, de suivi des performances et d'interaction avec la communauté. (Exemples : Hootsuite, Buffer, Sprout Social)

### Outils de Veille et de Monitoring
Ces outils surveillent les mentions de la marque, les discussions en ligne et les tendances du secteur. Ils collectent des données pour évaluer la perception de la marque et ajuster les stratégies en conséquence. (Exemples : Mention, Talkwalker, Brandwatch)

### Outils de Création de Contenu
Ces outils sont utilisés pour créer des visuels attractifs, des illustrations et du contenu visuel optimisé pour les réseaux sociaux. Ils facilitent la conception de graphiques et de supports visuels engageants. (Exemples : Adobe Photoshop, Illustrator, Canva)

### Compétences Techniques en Marketing Digital
Ces compétences englobent des techniques telles que l'optimisation pour les moteurs de recherche (SEO), la publicité en ligne (SEA) et les stratégies de marketing global (SEM). Elles visent à augmenter la visibilité en ligne.

### Compétences Techniques en Webdesign
Les compétences en webdesign comprennent la maîtrise de langages comme HTML, CSS et JavaScript pour créer et styliser les éléments visuels d'un site web, garantissant une expérience utilisateur attrayante.

### Compétences Techniques en Développement Web
Ces compétences impliquent la connaissance de langages de programmation tels que PHP, Python, Ruby, etc. pour développer des fonctionnalités interactives et des applications web dynamiques. (Exemples : PHPStorm, PyCharm, Sublime Text)
Les différents types d'outils et compétences techniques combinés permettent au community manager de gérer efficacement la présence en ligne d'une entreprise, d'optimiser l'engagement de la communauté et de contribuer à la stratégie marketing globale.

## Perspectives d'Évolution
Le community manager peut évoluer vers des rôles plus avancés tels que community manager senior, où il supervise une équipe, ou chef de projet social media, impliquant la gestion complète de projets liés aux médias sociaux. D'autres possibilités incluent devenir responsable marketing digital, supervisant le marketing dans son ensemble, ou consultant en communication digitale, offrant des conseils spécialisés aux entreprises en matière de communication digitale.

## Rattachement hiérarchique
- Directeur de la communication
- Directeur marketing
- Directeur Internet
- Responsable de la communication externe et des relations publiques
- Responsable de la communication interne
- Rédacteur en chef
- Chef de marque
- Chef d'Entreprise